# Lagonda 3-Litre
Lagonda 3-Litre — автомобиль класса люкс марки Lagonda, второй автомобиль эры Дэвида Брауна, пришедший на замену 2.6-Litre.
Автомобиль начал выпускаться в 1953 году с двух-дверным кузовом седан. модель Mark II с четырёх-дверным кузовом появилась в следующем году и заменила старую модель. Четырёх-дверный седан 1954 года имел вмонтированную в пол коробку передач. Также был доступен 3-Litre кабриолет (т. н. Drophead Coupé) работы Tickford.
Быструю езду этого массивного автомобиля обеспечивал двигатель в 3 л (2,922 мм3) выдавал 140 л. с. и развивал 167 км/ч (по данным журнала The Motor, 19 декабря, 1956). Позднее этот же двигатель был поставлен на Aston Martin DB2/4. Автомобиль имел жесткую Х-образную раму, независимую подвеску. 
Автомобиль не очень удачно продавался, так как был дороже своих конкурентов. Производство завершилось в 1958 году, было сделано 420 экземпляров. Среди владельцев 3-Litre были актриса Кэй Кендалл и принц Филипп.

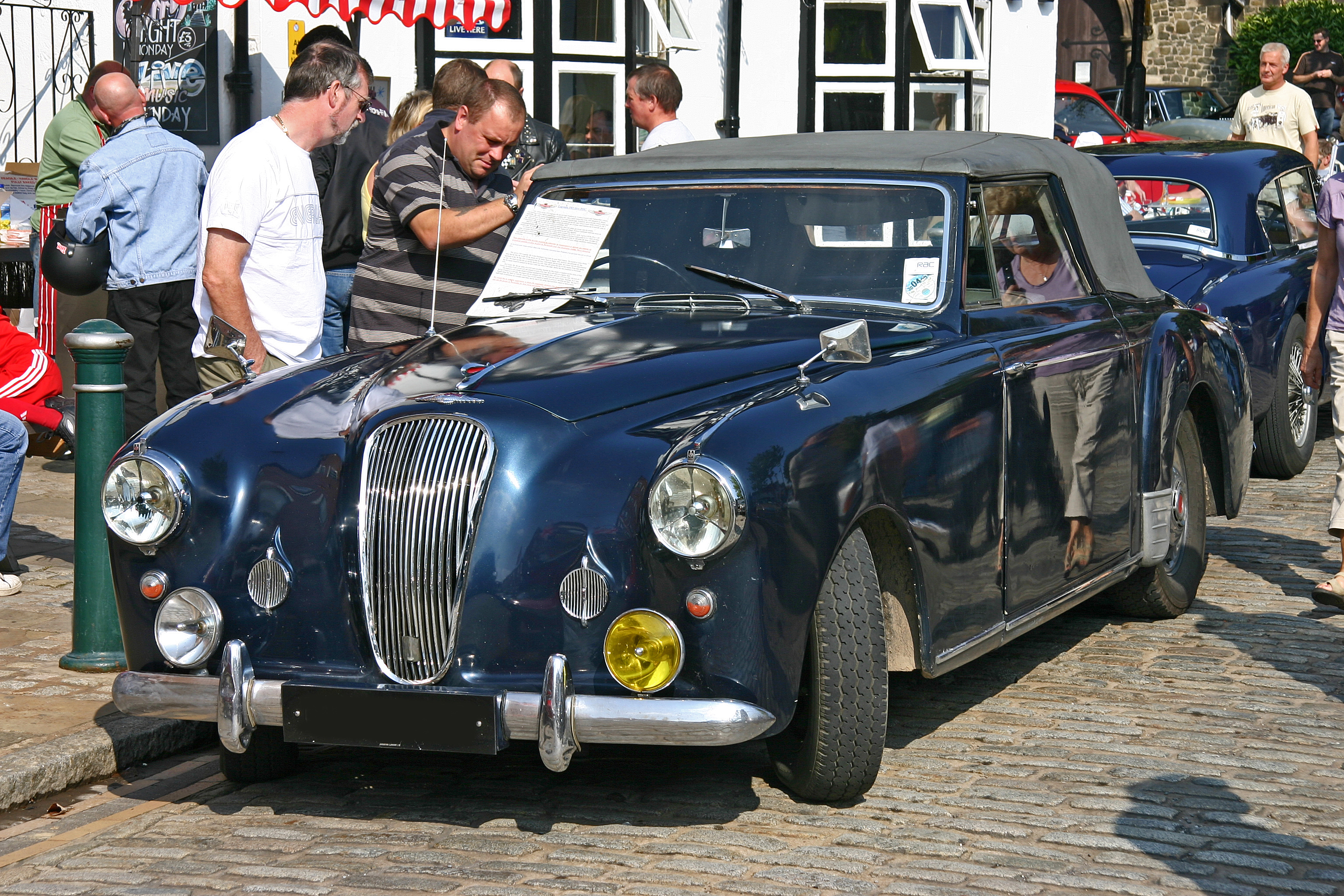
Lagonda 3-Litre кабриолет, вид спереди
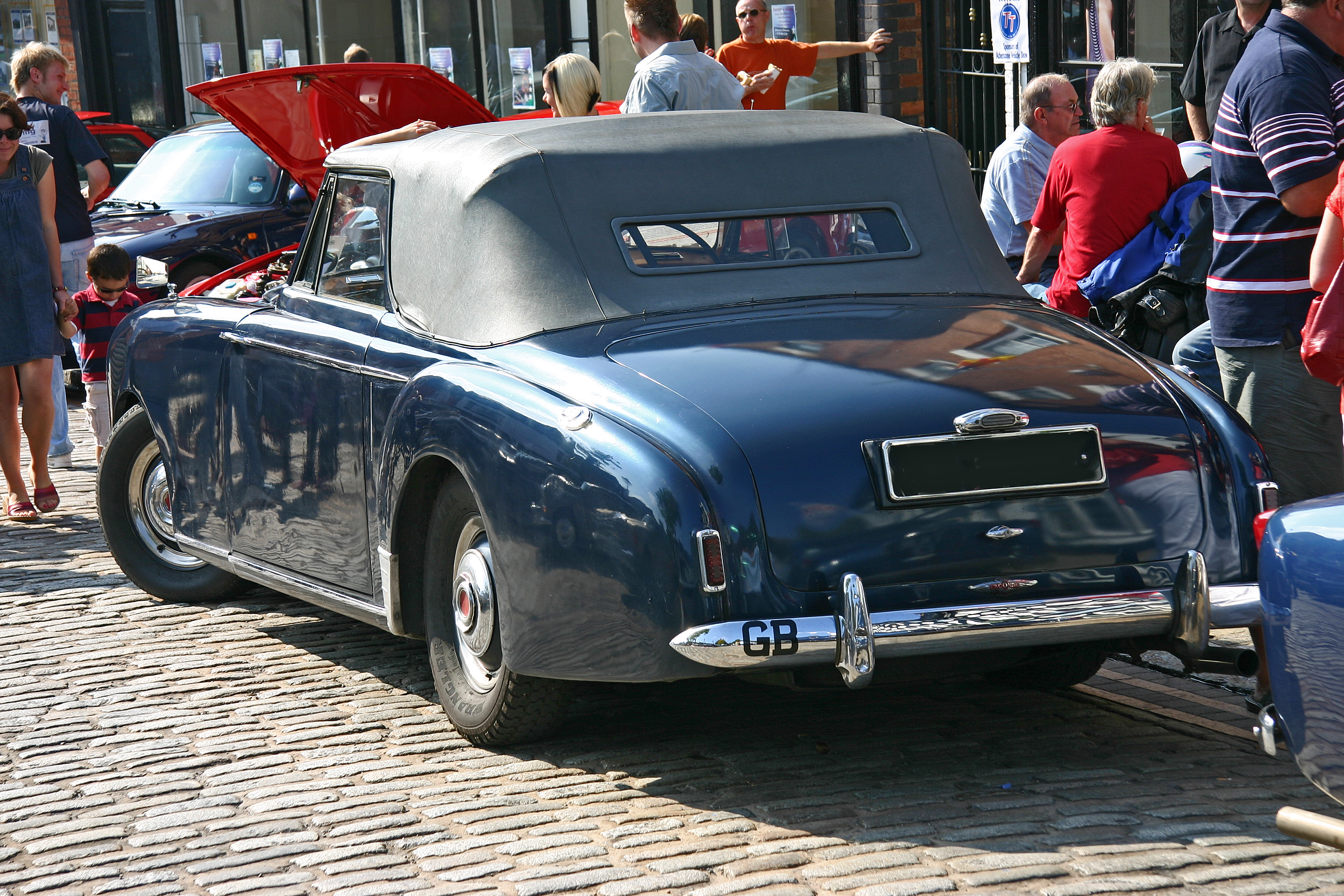
вид сзади